# Elezione imperiale del 1438

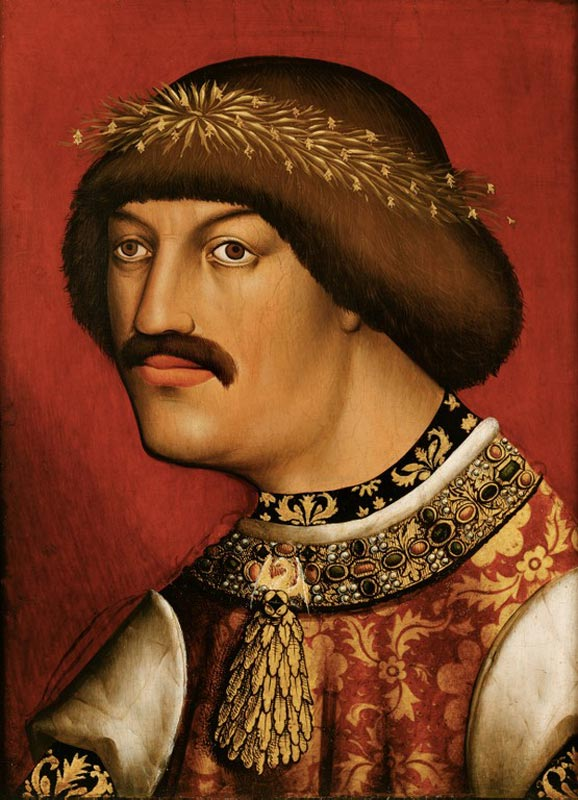
Il re dei romani Alberto II d'Asburgo.

L'elezione imperiale del 1438 si è svolta a Francoforte sul Meno il 18 marzo 1438.

## Contesto storico
L'imperatore del Sacro Romano Impero, Sigismondo di Lussemburgo, era deceduto il 9 dicembre 1437. La sua unica figlia Elisabetta era sposata con l'arciduca Alberto II d'Asburgo, che successe a Sigismondo come re di Boemia e Ungheria.

## Principi elettori
| Principe elettore | Principe elettore              | Titolo elettorale                | Altri titoli                     |
| ----------------- | ------------------------------ | -------------------------------- | -------------------------------- |
|                   | Dietrich Schenk von Erbach     | Arcivescovo di Magonza           |                                  |
|                   | Raban von Helmstatt            | Arcivescovo di Treviri           |                                  |
|                   | Dietrich II von Moers          | Arcivescovo di Colonia           |                                  |
|                   | Alberto II d'Asburgo (assente) | Re di Boemia                     | Arciduca d'Austria Re d'Ungheria |
|                   | Ludovico IV del Palatinato     | Conte Palatino del Reno          |                                  |
|                   | Federico II di Sassonia        | Duca di Sassonia                 |                                  |
|                   | Federico I di Brandeburgo      | Margravio di Brandeburgo         |                                  |
|                   | Federico II di Brandeburgo     | Principe Elettore di Brandeburgo |                                  |

## Esito
Il 18 marzo 1438 i principi elettori scelsero come re dei Romani Alberto d'Asburgo, che in quel momento si trovava in Boemia a sedare una rivolta. Il suo regno durò poco più di un anno, perché morì il 27 ottobre 1439 senza essere stato nemmeno formalmente incoronato, ma ciononostante con lui ebbe inizio la lunga serie di imperatori appartenenti alla casa d'Asburgo che avrebbero regnato sul Sacro Romano Impero quasi ininterrottamente fino al 1806.